# Brahim Traoré
Brahim Traoré, né le 4 février 2004 à Rennes (Ille-et-Vilaine), est un footballeur français qui évolue au poste de défenseur et de milieu défensif au Stade Malherbe Caen.

## Biographie

### Formation
Né à Rennes, Brahim Traoré grandit dans l'Orne dans la commune de Céaucé dont il intègre le club à 5 ans. Il est rapidement surclassé en catégories d'âge et rejoint le FC Flers en 2015 pour poursuivre son apprentissage. Ses performances sont remarquées et plusieurs clubs professionnels comme FC Nantes, l'EA Guingamp ou le Stade rennais s'intéressent à lui ; il intègre finalement le centre de formation du SM Caen où il est vite considéré comme l'un des plus solides espoirs du club, capable de jouer aussi bien en défense centrale que comme milieu défensif.

### Période professionnelle
Lors de la saison 2020-2021, alors que le club est dans une situation difficile sur le plan sportif, l'entraîneur Pascal Dupraz est licencié et remplacé par Fabrice Vandeputte, entraîneur de l'équipe réserve. Ce dernier décide de s'appuyer sur un bon nombre de joueurs de la réserve, dont Brahim Traoré qui joue son premier match en tant que titulaire face au Pau FC, lors de la 31e journée, et enchaîne plusieurs autres apparitions, comme défenseur ou milieu. Il est notamment en titulaire en défense lors du dernier match contre Clermont au bout duquel le club arrache son maintien en Ligue 2.
Lors de la saison 2021-2022, avec l'arrivée de Stéphane Moulin, il est utilisé comme joueur de complément en défense centrale. En manque de temps de jeu à Caen, Traoré est prêté lors du mercato hivernal 2023 pour six mois au Standard de Liège, dont il intègre l'équipe réserve (SL16 FC) en deuxième division. L'option d'achat incluse dans le prêt de Traoré n'est pas levée par le Standard, il rentre donc à Caen en 2023 où un nouvel entraîneur, Jean-Marc Furlan, a été nommé.

### Sélection nationale
Brahim Traoré est international espoir français ayant joué pour la France -16 ans, la France -18 ans et la France -20 ans depuis l'année 2019 pour un total de 25 matchs joués et 1 but inscrit.

## Statistiques
| Saison                | Club                  | Championnat           | Championnat | Championnat | Championnat | Coupe(s) nationale(s) | Coupe(s) nationale(s) | Coupe(s) nationale(s) | Total | Total | Total |
| Saison                | Club                  | Division              | M.          | B.          | P.d.        | M.                    | B.                    | P.d.                  | M.    | B.    | P.d.  |
| 2020-2021             | SM Caen               | Ligue 2               | 6           | 0           | 0           | -                     | -                     | -                     | 6     | 0     | 0     |
| 2021-2022             | SM Caen               | Ligue 2               | 16          | 0           | 0           | 1                     | 0                     | 0                     | 17    | 0     | 0     |
| 2022-2023             | SM Caen               | Ligue 2               | 3           | 0           | 0           | 1                     | 0                     | 0                     | 4     | 0     | 0     |
| 2023-2024             | SM Caen               | Ligue 2               | 37          | 0           | 1           | 1                     | 0                     | 0                     | 38    | 0     | 1     |
| 2024-2025             | SM Caen               | Ligue 2               | 12          | 0           | 1           | 1                     | 0                     | 0                     | 13    | 0     | 1     |
| Sous-total            | Sous-total            | Sous-total            | 74          | 0           | 2           | 4                     | 0                     | 0                     | 78    | 0     | 2     |
| 2022-2023             | SL16 FC (prêt)        | Division 1B           | 12          | 0           | 0           | -                     | -                     | -                     | 12    | 0     | 0     |
| Total sur la carrière | Total sur la carrière | Total sur la carrière | 86          | 0           | 2           | 4                     | 0                     | 0                     | 90    | 0     | 2     |